# John C. Loehr
John C. Loehr, vor der Auswanderung Johann Christian Loehr (* 3. Dezember 1826 in Bruchmachtersen; † nach 1910 in Carlinville), war ein deutscher Auswanderer, der 1852 nach Amerika ging, 1857 in den US-Bundesstaat Illinois. Dort wurde er als Händler mit dry goods in Carlinville einer der erfolgreichsten Geschäftsleute dieses Bezirks. Sein Sohn „Gus“ wurde einer der vier Gründer von Rotary International.

## Leben
Johanns Vater, Christoph Loehr, stammte aus demselben Dorf, wie auch sein Vater, der Bauer war und sein ganzes Leben dort verbrachte. Er war Lutheraner. Er heiratete Dorothea Koch, die im benachbarten Lebenstedt geboren worden war und die in Bruchmachtersen starb. Sie war die Mutter von sechs Kindern. Neben Johann (John) waren dies Karl (Charles), Dorothea, Christian, Christina und Sophia. Nur John und Charles wanderten aus.
Von seinem 6. bis zu seinem 14. Lebensjahr besuchte Johann die Schule, danach arbeitete er bis zur Volljährigkeit auf dem Hof seines Vaters, wo er bis 1852 blieb. Danach trat er für vier Jahre in die Armee ein, wobei er jeweils nur einen Teil des Jahres diente, während er die restliche Zeit auf dem Bauernhof lebte und arbeitete.
Am 19. April 1852 stach er von Bremen aus in See und landete am 13. Juni in New Orleans. Allerdings hatte er weniger als 100 Dollar in der Tasche. Er fuhr sogleich über den Mississippi nach St. Louis. Rund 13 km außerhalb der Stadt verdingte er sich als Landarbeiter für 6 Dollar im Monat. Doch im Winter erkrankte er und kehrte nach St. Louis zurück, wo er zwei Monate brauchte, um zu gesunden. Nun fand er in der Stadt Arbeit für 7 Dollar im Monat und neun Monate später eine Anstellung in einer Getreidemühle für 7 Dollar pro Woche, was einer Lohnsteigerung auf mehr als das Vierfache entsprach. Bald wurde er als Verkäufer eingestellt, was ein wesentlich höheres Gehalt bedeutete.
Diese Stellung behielt er bis 1857, als er nach Carlinville zog. Dort heiratete er am 1. Juni des Jahres eine Deutsche, nämlich Friedricke (Frederika) Knabner. Ihr Vater war Georg Knabner, der 1854 eingewandert war und der sich in Carlinville niederließ. Das Paar hatte sieben Kinder, nämlich Paulina, die William Surman heiratete und mit ihm acht Kinder hatte (darunter Theodore C. Loehr), Adolph F., der als ältester Sohn zum Geschäftspartner wurde, Theodore, Gustave Henry (Gus (18. Oktober 1864 – 23. Mai 1918), einer der vier Gründer des Rotary-Clubs), Matilda, Theresa und Ida.

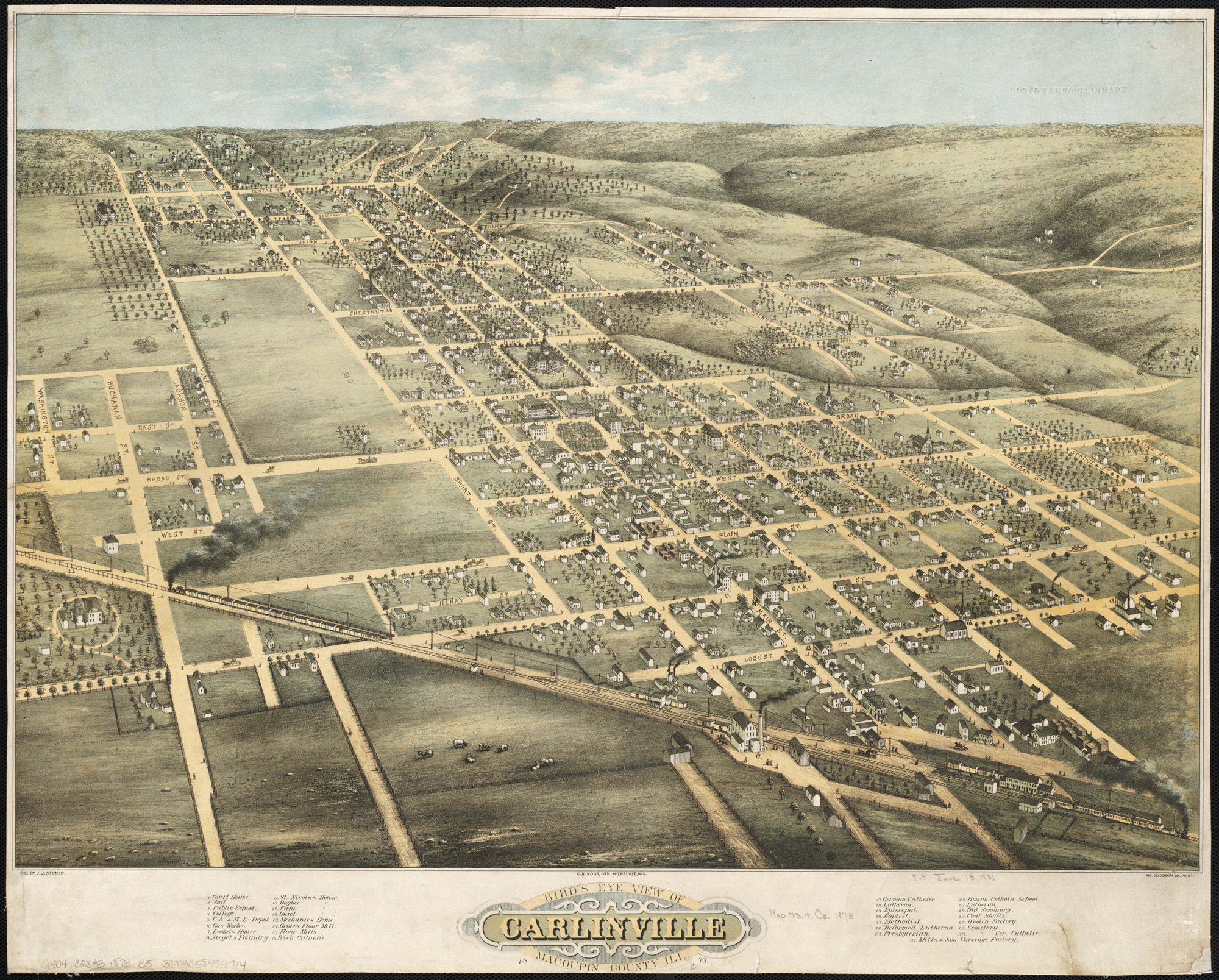
Luftbild von Carlinville, 1873

Zusammen mit W. H. Stemmeyer betätigte sich John ab 1857 im Geschäft mit „dry goods“, also einem Warensortiment für Siedler, das von Textilien bis zu Dingen des täglichen Bedarfs reichte – wobei ihn seine Frau unterstützte. 1860 kaufte Loehr die Anteile seines Partners und hielt das Geschäft bis 1864 allein. In diesem Jahr fand er mit William Schutze einen neuen Geschäftspartner.
Nach weiteren zehn Jahren kaufte er 1874 den Anteil von Schutze und führte das Geschäft wieder allein weiter, bis sein Sohn Adolph T. Loehr 1886 unter dem Firmennamen J. C. Loehr & Sun sein Geschäftspartner wurde. Heute handelt es sich um eines der ältesten Geschäftshäuser der Stadt. 1907 ging John in den Ruhestand; 1910 feierte er noch seinen 84. Geburtstag.